# Юри Юнаков
Юри Юнаков е български и после американски саксофонист от турско-цигански произход, работил през голяма част от живота си в Съединените американски щати.

## Биография
Роден е през 1958 година в Хасково в семейство на турско-български цигани мюсюлмани.
От ранна възраст започва да свири с баща си и брат си, които са известни кларинетисти в тракийски сватбарски оркестри. Включен е във водения от Иво Папазов оркестър „Тракия“ през 1987 година.
През 1994 година заминава за Съединените щати, където ръководи собствен оркестър. През 2011 г. е удостоен с най-високото отличие на САЩ в областта на народното изкуство – паричната (тогава 25 000 щ. дол.) Премия за национално наследство (National Heritage Fellowship) от федералната агенция „Национален дарителски фонд за изкуството“ (National Endowment for the Arts).